# توماس تايلور مينور
توماس تايلور مينور (20 فبراير 1844-2 ديسمبر 1889) كان طبيبًا ورجل أعمال وزعيمًا مدنيًا وسياسيًا، شغل منصب عمدة سياتل وبورت تاونسند، واشنطن.

## سيرة الذاتية
ولد توماس تايلور مينور في 20 فبراير 1844، في مانيبي، سيلان (الآن سريلانكا)، كان ابنًا لإيستمان سترونج مينور، وهو جزء من عائلة كونيكتيكت قديمة ومحترمة

### سنوات التعليم والحرب
في عام 1861 عندما كان يبلغ من العمر 17 عامًا، التحق بجيش الاتحاد كجندي خاص في الفرقة (ج)، فوج المشاة السابع في كونيتيكت، ترقى إلى رتبة نقيب وشغل منصب وكيل المستشفى ثم جراح.

### الزواج والعائلة
تزوج من سارة مونتغمري في 20 أغسطس 1872 في ولاية أوريغون، سارة (ولدت في 21 مايو 1840 في ولاية بنسلفانيا وتوفيت في 11 يونيو 1931 في سياتل) كانت ابنة وليام مونتغمري وإليزا مورهيد.

### الوفاة
توفي مع صديقه جورج موريس هالر، وصهر هالر لويس كوكس، في أو حوالي 2 ديسمبر 1889، على ما يبدو عندما انقلب زورقهم في ممر ساراتوجا بالقرب من جزيرة كامانو .